# Distretti dell'Azerbaigian
I distretti dell'Azerbaigian sono la suddivisione territoriale di primo livello del Paese e ammontano a 66, di cui 11 si estendono, in tutto o in parte, nell'autoproclamata repubblica dell'Artsakh; ai distretti sono equiordinate 12 città, di cui 2 sono ricomprese nell'Artsakh.
I 66 distretti e le 12 città ad essi equiparate sono raggruppate in dieci regioni di rilevanza statistica, di cui una coincide con un vero e proprio ente territoriale, la repubblica Autonoma di Naxçıvan.

## Lista
| Localizzazione | Distretto                                                | Capoluogo           | Regione        | Popolazione | Superficie (km²) |
| -------------- | -------------------------------------------------------- | ------------------- | -------------- | ----------- | ---------------- |
|                | Distretto di Abşeron                                     | Xırdalan            | Abşeron        | 81 798      | 1 360            |
|                | Distretto di Ağcabədi                                    | Ağcabədi            | Aran           | 107 833     | 1 760            |
|                | Distretto di Ağdam                                       | Ağdam               | Yuxary Qarabağ | 153 292     | 1 150            |
|                | Distretto di Ağdaş                                       | Ağdaş               | Aran           | 89 214      | 1 050            |
|                | Distretto di Ağstafa                                     | Ağstafa             | Ganca-Qazax    | 73 944      | 1 500            |
|                | Distretto di Ağsu                                        | Ağsu                | Dağlyq Şirvan  | 62 281      | 1 020            |
|                | Distretto di Astara                                      | Astara              | Lankaran       | 84 319      | 620              |
|                | Distretto di Babək                                       | Babək               | Naxçıvan       | 71 396      | 1 170            |
|                | Distretto di Balakən                                     | Balakən             | Şaki-Zaqatala  | 83 732      | 920              |
|                | Distretto di Bərdə                                       | Bərdə               | Aran           | 129 600     | 960              |
|                | Distretto di Beyləqan                                    | Beyləqan            | Aran           | 78 458      | 1 130            |
|                | Distretto di Biləsuvar                                   | Biləsuvar           | Aran           | 74 906      | 1 400            |
|                | Distretto di Füzuli                                      | Füzuli o Varanda    | Yuxary Qarabağ | 136 481     | 1 390            |
|                | Distretto di Cəbrayıl                                    | Cəbrayıl            | Yuxary Qarabağ | 59 318      | 1 050            |
|                | Distretto di Cəlilabad                                   | Cəlilabad           | Lankaran       | 169 960     | 1 440            |
|                | Distretto di Culfa                                       | Culfa               | Naxçıvan       | 35 896      | 1 000            |
|                | Distretto di Daşkəsən                                    | Daşkəsən            | Ganca-Qazax    | 30 418      | 1 050            |
|                | Distretto di Gədəbəy                                     | Gədəbəy             | Ganca-Qazax    | 86 193      | 1 290            |
|                | Distretto di Goranboy                                    | Goranboy            | Ganca-Qazax    | 86 645      | 1 790            |
|                | Distretto di Göyçay                                      | Göyçay              | Aran           | 100 511     | 740              |
|                | Distretto di Göygöl                                      | Göygöl              | Ganca-Qazax    | 53 266      | 1 030            |
|                | Distretto di Hacıqabul Fino al 2008: Distretto di Xanlar | Hacıqabul           | Aran           | 57 944      | 1 640            |
|                | Distretto di İmişli                                      | İmişli              | Aran           | 104 026     | 1 820            |
|                | Distretto di İsmayıllı                                   | İsmayıllı           | Dağlyq Şirvan  | 72 144      | 2 060            |
|                | Distretto di Kəlbəcər                                    | Kəlbəcər            | Kalbacar-Laçin | 66 211      | 3 050            |
|                | Distretto di Kəngərli                                    | Qıvraq              | Naxçıvan       |             |                  |
|                | Distretto di Xocalı                                      | Xocalı o Ivanian    | Yuxary Qarabağ | 23 757      | 940              |
|                | Distretto di Xocavənd                                    | Xocavənd o Martowni | Yuxary Qarabağ | 39 620      | 1 460            |
|                | Distretto di Kürdəmir                                    | Kürdəmir            | Aran           | 92 230      | 1 630            |
|                | Distretto di Laçın                                       | Laçın o Berjor      | Kalbacar-Laçin | 63 162      | 1 840            |
|                | Distretto di Lənkəran                                    | Lənkəran            | Lankaran       | 189 929     | 1 540            |
|                | Distretto di Lerik                                       | Lerik               | Lankaran       | 63 314      | 1 080            |
|                | Distretto di Masallı                                     | Masallı             | Lankaran       | 173 937     | 720              |
|                | Distretto di Neftçala                                    | Neftçala            | Aran           | 71 480      | 1 450            |
|                | Distretto di Oğuz                                        | Oğuz                | Şaki-Zaqatala  | 36 488      | 1 220            |
|                | Distretto di Ordubad                                     | Ordubad             | Naxçıvan       | 40 596      | 970              |
|                | Distretto di Qəbələ                                      | Qəbələ              | Şaki-Zaqatala  | 82 803      | 1 550            |
|                | Distretto di Qax                                         | Qax                 | Şaki-Zaqatala  | 51 161      | 1 490            |
|                | Distretto di Qazax                                       | Qazax               | Ganca-Qazax    | 81 015      | 700              |
|                | Distretto di Qobustan                                    | Qobustan            | Dağlyq Şirvan  | 34 184      | 1 370            |
|                | Distretto di Quba                                        | Quba                | Quba-Xaçmaz    | 136 845     | 2 580            |
|                | Distretto di Qubadlı                                     | Qubadlı o Sanasar   | Kalbacar-Laçin | 32 949      | 800              |
|                | Distretto di Qusar                                       | Qusar               | Quba-Xaçmaz    | 80 816      | 1 540            |
|                | Distretto di Saatlı                                      | Saatlı              | Aran           | 82 702      | 1 180            |
|                | Distretto di Sabirabad                                   | Sabirabad           | Aran           | 136 933     | 1 470            |
|                | Distretto di Şabran Fino al 2010: Distretto di Davaçi    | Şabran              | Quba-Xaçmaz    | 45 999      | 1 090            |
|                | Distretto di Sədərək o Sedarak                           | Sədərək             | Naxçıvan       | 11 996      | 150              |
|                | Distretto di Salyan                                      | Salyan              | Aran           | 111 973     | 1 790            |
|                | Distretto di Şamaxı                                      | Şamaxı              | Dağlyq Şirvan  | 80 625      | 1 610            |
|                | Distretto di Samux Fino al 2008: Nabiağali               | Samux               | Ganca-Qazax    | 49 697      | 1 450            |
|                | Distretto di Şahbuz                                      | Şahbuz              | Naxçıvan       | 20 296      | 920              |
|                | Distretto di Şəki                                        | Şəki                | Şaki-Zaqatala  | 157 353     | 2 430            |
|                | Distretto di Şəmkir                                      | Şəmkir              | Ganca-Qazax    | 173 401     | 1 660            |
|                | Distretto di Şərur                                       | Şərur               | Naxçıvan       | 110 696     | 1 160            |
|                | Distretto di Şuşa                                        | Şuşa                | Yuxary Qarabağ | 24 340      | 290              |
|                | Distretto di Siyəzən                                     | Siyəzən             | Quba-Xaçmaz    | 33 462      | 700              |
|                | Distretto di Tərtər                                      | Tərtər              | Yuxary Qarabağ | 92 201      | 960              |
|                | Distretto di Tovuz                                       | Tovuz               | Ganca-Qazax    | 142 854     | 1 900            |
|                | Distretto di Ucar                                        | Ucar                | Aran           | 71 327      | 850              |
|                | Distretto di Xaçmaz                                      | Xaçmaz              | Quba-Xaçmaz    | 144 332     | 1 050            |
|                | Distretto di Xızı                                        | Xızı                | Abşeron        | 13 080      | 1 850            |
|                | Distretto di Yardımlı                                    | Yardımlı            | Lankaran       | 49 039      | 670              |
|                | Distretto di Yevlax                                      | Yevlax              | Aran           | 108 188     | 1 540            |
|                | Distretto di Zaqatala                                    | Zaqatala            | Şaki-Zaqatala  | 107 240     | 1 350            |
|                | Distretto di Zərdab                                      | Zərdab              | Aran           | 46 091      | 860              |

### Città di rilevanza distrettuale
| Localizzazione | Città                             | Regione        | Popolazione | Superficie (km²) |
| -------------- | --------------------------------- | -------------- | ----------- | ---------------- |
|                | Baku                              | Abşeron        | 1 788 854   | 2 130            |
|                | Gəncə                             | Gəncə-Qazax    | 299 342     | 110              |
|                | Step'anakert o Xankendi           | Yuxary Qarabağ | 54 515      | 8                |
|                | Lənkəran                          | Lankaran       | 189 929     | 1 540            |
|                | Mingəçevir                        | Aran           | 94 039      | 130              |
|                | Naftalan                          | Gəncə-Qazax    | 7 551       | 2                |
|                | Naxçıvan                          | Naxçıvan       | 63 196      | 130              |
|                | Şəki o Şaki, o Şeki               | Şaki-Zaqatala  |             |                  |
|                | Şirvan Fino al 2008: Ali Bayramly | Aran           | 69 524      | 30               |
|                | Şuşa                              | Yuxary Qarabağ |             |                  |
|                | Sumqayıt                          | Abşeron        | 283 184     | 80               |
|                | Yevlax                            | Aran           | 108 188     | 1 540            |